# Главк из Этолии
Главк (др.-греч. Γλαύκος) командир отряда греческих наёмников на службе у персидского царя Дария III.
Во время битвы при Гавгамелах греческие наёмники находились рядом с Дарием III в центре персидского войска. Такое место греков античные авторы объясняли тем, что только они могли противостоять атаке македонской фаланги. После поражения греческие наёмники бежали вместе с Дарием III. Квинт Курций Руф утверждал, что в персидском войске в битве при Гавгамелах было 4 тысячи греческих наёмников; Арриан — 2 тысячи. Также Арриан писал, что греческими наёмниками в персидском войске руководили два военачальника — фокеец Патрон и этолиец Главк.
Согласно Квинту Курцию Руфу, Патрон пытался предупредить Дария III о заговоре. Он подчёркивал, что его наёмники потеряли Грецию и единственной их надеждой является успех Дария III. Речь Патрона стала известна Бессу, что заставило его ускорить свои действия. Возможно, греческие наёмники пытались воспрепятствовать заговорщикам убить персидского царя, однако в античных источниках указаний об этом нет. После смерти Дария III 1500 греческих наёмников, возможно в их числе также находился и Главк, по совету Андроника сдался македонянам. Александр простил их и переподчинил Андронику. Дальнейшая судьба Главка неизвестна.